# تاريخ جمهورية باكستان الإسلامية

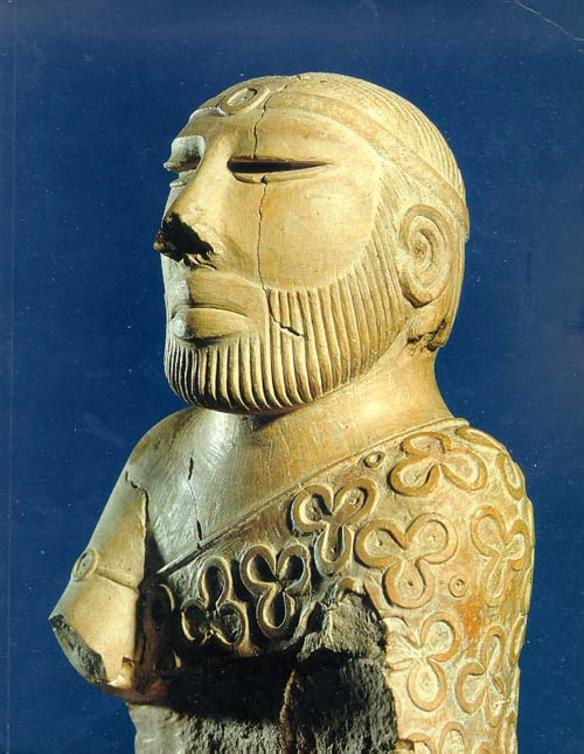

بدأ تاريخ جمهورية باكستان الإسلامية في 14 أغسطس 1947 عندما أصبحت البلد دولة مستقلة باسم دومينيون باكستان داخل الكومنولث البريطاني نتيجة للحركة الباكستانية وتقسيم الهند، في حين بدأ تاريخ الشعب الباكستاني حسب التسلسل الزمني الرسمي للحكومة الباكستانية مع بداية الفتوحات الإسلامية في شبه القارة الهندية على يد محمد بن قاسم الثقفي، والتي وصلت إلى ذروتها خلال عهد المغول. في عام 1947، تألفت باكستان من جزأين: غرب باكستان (يقابلها اليوم جمهورية باكستان)، وشرق باكستان (يقايلها اليوم دولة بنغلاديش). أصبح محمد علي جناح، رئيس رابطة مسلمي عموم الهند، وبعد ذلك الرابطة الإسلامية الباكستانية، الحاكم العام للبلاد، بينما أصبح الأمين العام للرابطة الإسلامية لياقت علي خان رئيسًا للوزراء. جعل دستور عام 1956 باكستان دولة ديمقراطية إسلامية.
واجهت باكستان حربًا أهلية وتدخلات عسكرية هندية في عام 1971 ما أدى إلى انفصال باكستان الشرقية كدولة جديدة باسم بنغلاديش، كما واجهت أيضًا نزاعات إقليمية مع الهند، ما أدى إلى نشوب أربعة حروب بينهما. كانت باكستان على صلة وثيقة بالولايات المتحدة في الحرب الباردة. في الحرب الأفغانية السوفييتية، دعمت الجماعات السنية المجاهدة ولعبت دورًا حيويًا في هزيمة القوات السوفييتية وأجبرتها على الانسحاب من أفغانستان. ما يزال البلد يواجه مشاكل صعبة، منها الإرهاب، والفقر، والأمية، والفساد، وعدم الاستقرار السياسي. ألحق الإرهاب بسبب الحرب في أفغانستان الضرر باقتصاد البلاد وبنيته الأساسية منذ عام 2001-09 بشكل كبير، لكن باكستان الآن تتطور من جديد.
تملك باكستان سلاحًا نوويًا، وأجرت ست تجارب نووية ردًا على التجارب النووية الخمس التي نفذتها جمهورية الهند المنافسة في مايو 1998. أُجريت التجارب الخمسة الأولى في 28 مايو، والتجربة السادسة في 30 مايو، وبذلك، تحتل باكستان المرتبة السابعة على مستوى العالم من حيث عدد التجارب النووية، والثانية في جنوب آسيا، والبلد الوحيد في العالم الإسلامي، كما تمتلك باكستان سادس أكبر القوات المسلحة في العالم وتنفق مبلغًا كبيرًا من ميزانيتها على الدفاع. تعد باكستان العضو المؤسس لمنظمة التعاون الإسلامي، ورابطة جنوب آسيا للتعاون الإقليمي، والتحالف الإسلامي العسكري لمحاربة الإرهاب، بالإضافة إلى أنها عضو في العديد من المنظمات الدولية بما فيها الأمم المتحدة، ومنظمة شانغهاي للتعاون، ودول الكومنولث، ورابطة دول جنوب شرق آسيا، ومنظمة التعاون الاقتصادي، وغيرها.
تعد باكستان قوة إقليمية متوسطة، ويعد اقتصادها المتوسط من بين الأكبر في العالم، وأسرعها نموًا. تملك اقتصادًا شبه صناعي مع قطاع زراعي متكامل بشكل جيد. صُنفت باكستان ضمن مجموعة الدول الإحدى عشر، وهي مجموعة من الدول التي لديها إمكانيات عالية لتصبح من أكبر اقتصادات العالم في القرن الواحد والعشرين. أشار العديد من خبراء الاقتصاد والمراكز البحثية إلى أن باكستان في عام 2030 ستصبح من النمور الآسيوية، وأن الممر الاقتصادي الصيني الباكستاني سيلعب دورًا مهمًا في ذلك. ومن الناحية الجغرافية، تعد باكستان أيضًا بلدًا مهمًا، ونقطة اتصال بين الشرق الأوسط، وآسيا الوسطى، وجنوب آسيا، وشرقها.

## استقلال باكستان
نالت باكستان استقلالها في 14 أغسطس 1947 (27 رمضان 1366 حسب التقويم الإسلامي)، ونالت الهند استقلالها في اليوم التالي. قسمت لجنة رادكليف مقاطعتي البنجاب والبنغال في الهند البريطانية وفق أسس دينية. يزعم أن الحاكم البريطاني لويس مونتباتن قد أثر على لجنة رادكليف عند رسم الخطوط لصالح الهند. كان الجزء الغربي من البنجاب والذي يتألف في أغلبه من المسلمين من نصيب باكستان، في حين كان الجزء الشرقي منه، والذي يتألف من الهندوس والسيخ من نصيب الهند، ولكن كانت هناك أقليات مسلمة كبيرة في القسم الشرقي، وأقليات هندوس وسيخ تعيش في المناطق الغربية.
لم يكن هناك تصور بأن عمليات نقل السكان ستكون ضرورية بسبب التقسيم، وكان من المتوقع أن تبقى الأقليات الدينية في الولايات التي يقيمون فيها. ومع ذلك، استثني إقليم البنجاب ولم يطبق عليه ما طبق على المناطق الأخرى. أرغمت الاضطرابات الطائفية الشديدة في البنجاب حكومتي الهند وباكستان على الموافقة على التبادل السكاني القسري بين الأقليات المسلمة والهندوسية/السيخية التي تعيش في البنجاب. بعد تبادل السكان هذا، بقي بضعة آلاف فقط من الهندوس من الطبقة الدنيا في البنجاب الباكستانية، ولم يتبق في مدينة مالاركوتلا في الجزء الهندي من البنجاب سوى عدد قليل من المسلمين. يقول العالم السياسي اشتياق أحمد أنه على الرغم من أن المسلمين هم من بدأ أعمال العنف في البنجاب، فقد كان عدد من قتل منهم عل يد الهندوس والسيخ بحلول نهاية عام 1947 أكبر من عدد الهندوس والسيخ الذين قتلوا على يد المسلمين في غرب البنجاب، كما كتب نهرو إلى غاندي في 22 أغسطس أنه حتى ذلك الحين، كان عدد المسلمين الذين قُتلوا في شرق البنجاب ضعف عدد الهندوس والسيخ الذي قتلوا في غربه.
هاجر أكثر من عشرة ملايين شخص عبر الحدود الجديدة، كما قتل حوالي 200,000-2,000,000  شخص بسبب موجة العنف الطائفي في البنجاب في ما وصفه بعض العلماء «إبادة جماعية انتقامية» بين الأديان. ادعت الحكومة الباكستانية اختطاف 50,000 امرأة مسلمة واغتصابها على أيدي رجال هندوس وسيخ، كما ادعت الحكومة الهندية أن المسلمين اختطفوا واغتصبوا 33,000 امرأة من الهندوس والسيخ. وافقت الحكومتان على إعادة النساء المختطفات إلى بلادهن، وجرى إعادة آلاف النساء من الهندوس والسيخ والمسلمين إلى منازلهن في أواخر عام 1950. تصاعد النزاع حول كشمير، وأدى إلى نشوب الحرب الأولى بين الهند وباكستان، وبمساعدة الأمم المتحدة انتهت الحرب، ولكن نتج عنها نزاع كشمير الذي لم يحل حتى عام 2018.

## 1947-1958: الحقبة الديمقراطية الأولى
في عام 1947، وافق قادة حركة باكستان على تعيين لياقت علي خان كأول رئيس وزراء للبلاد، وكان محمد علي جناح أول حاكم عام ورئيس لبرلمان الدولة، وكان مونتباتن قد عرض عليه تولي منصب الحاكم العام لكل من الهند وباكستان، ولكن جناح رفض هذا العرض. عندما توفي جناح بمرض السل عام 1948، وصف العالم الإسلامي مولانا شبير أحمد العثماني جناح بأنه أعظم مسلم بعد الإمبراطور المغولي أورنكزيب، كما قارن وفاة جناح بموت النبي، كما طلب عثماني من الباكستانيين أن يتذكروا رسالة «الوحدة والإيمان والانضباط» التي وجهها جناح، وأن يعملوا من أجل تحقيق حلمه:
«خلق اتحاد من كل الدول الإسلامية من كراتشي إلى أنقرة، ومن باكستان إلى المغرب. أراد أن يرى مسلمي العالم متحدين تحت شعار الإسلام ضد مخططات عدوهم»
اتخذت أول خطوة رسمية لتحويل باكستان إلى دولة إسلامية أيدولوجيًا في مارس 1949 عندما قدم لياقت علي خان تشريعات الأهداف للمجلس الوطني الباكستاني. تقر هذه التشريعات بأن السيادة على الكون كله لله القادر على كل شيء. قاد العالم الإسلامي مولانا شبير أحمد العثماني المنتمي إلى المدرسة الديوبندية التشريعات الهادفة إلى تحويل باكستان لدولة إسلامية، كما أنه شغل منصب شيخ الإسلام في باكستان عام 1949، مع أبو الأعلى المودودي من جماعة الإسلام.
واصل مسلمو الهند من المقاطعات المتحدة، ومقاطعة بومباي، والمقاطعات الوسطى ومناطق أخرى من الهند الهجرة إلى باكستان من عام 1950 وحتى ستينيات القرن العشرين، واستقروا بشكل رئيسى في إقليم السند، والعاصمة الأولى للبلاد كراتشي. شكل رئيس الوزراء علي خان حكومة قوية وكان عليه أن يواجه تحديات بعد توليه منصبه.